# Асеновград
Асеновград је значајан град у Републици Бугарској, у јужном делу земље. Град је друго по важности градско насеље унутар Пловдивске области.

## Географија
Асеновград се налази у јужном делу Бугарске. Од престонице Софије град је удаљен око 230 km, а од обласног средишта, великог града Пловдива, град је удаљен свега 19 km.
Област Асеновграда је представља западни део историјске покрајине Тракија. Град се сместио у котлини у северној подгорини Родопа. Северно од града почиње Тракијска равница. Град је на реци Асеници, а река Марица је удаљена 20ак km од града.
Клима у граду је измењено континентална са значајним утицајем средоземне.

## Историја
Асеновград је првобитно био трачко насеље Стенимахос, а и дан-данас области града постоје бројни остаци трачке културе. После римског освајања град остаје, али крајем староримског раздобља град бива разорен од варвара.
Током првог дела средњег века Асеновгад је био у саставу Византије. Од 9. века до 1373. године град у саставу средњовековне Бугарске, познат као значајно утврђење. Потом је град пао под власт Османлија, који у граду насељавају муслиманско становништво.
1885. године град је постао део савремене бугарске државе.

## Становништво
По проценама из 2007. године град Асеновград имао око 53.000 становника. Већина градског становништва су етнички Бугари (80%), али у граду живе и Турци и Роми. Последњих 20ак година град губи становништво због удаљености од главних токова развоја у земљи. Оживљавање привреде требало би зауставити негативни демографски тренд.
Претежна вероисповест становништва је православна (80%), а мањинска ислам (20%).

## Партнерски градови
- Кукуш
- Науса
- Прилеп
- Стари Оскол
- Bergama

## Галерија
- Црква свете Богородице Петричке, Асенова тврђава
- Улица у Асеновграду
- Храм Свете Тројице (саграђен 1857-1862)